# Aussenzio di Milano
Aussenzio di Milano (Cappadocia, ... – Milano, 374) è stato un vescovo romano di Milano dal 355 al 374. Professò l'arianesimo.

## Biografia
La fonte principale sulla vita di Aussenzio è l'opera polemica di Ilario di Poitiers, Contra Arianos vel Auxentium Mediolanensem, nel quale il santo di Poitiers lo definisce «Angelo di satana, nemico di Cristo, devastatore di anime, rinnegatore della fede confessata con la menzogna ma oltraggiata con la bestemmia». Altre informazioni sono contenute nelle opere degli storici dell'epoca e in quelle di Atanasio di Alessandria.
Aussenzio era originario della Cappadocia e fu ordinato prete a Alessandria d'Egitto dal vescovo usurpatore ariano Gregorio di Cappadocia, suo connazionale. Fu attivo ad Alessandria nel partito degli ariani tra il 339 e il 345.
Con l'appoggio dell'imperatore Costanzo II e dall'imperatrice Giustina, favorevole al partito ariano, divenne vescovo di Milano nel 355 in occasione del concilio di Milano, durante il quale il suo predecessore Dionigi fu costretto all'esilio per aver difeso la dottrina cattolica e Atanasio di Alessandria contro l'arianesimo.
Aussenzio prese parte nel 359 al concilio di Rimini, dove fu a capo del partito ariano. Alla fine del concilio fu riconosciuto come eretico e deposto dalla sua sede. Nella lettera sinodale inviata all'imperatore Costanzo, è accusato di professare una dottrina eretica e perversa. In un concilio celebrato a Parigi nel 360, Aussenzio è considerato come scomunicato.
Quando, su ordine dell'imperatore Giuliano l'apostata, i vescovi cattolici esiliati poterono rientrare nelle loro sedi, Aussenzio fu costretto, nel 364, ad un dibattito teologico con Ilario di Poitiers e Eusebio di Vercelli, che si erano prefissati di far espellere il vescovo ariano da Milano. Aussenzio presentò una professione di fede ambigua, che l'imperatore Valentiniano I ritenne cattolica. Il vescovo riuscì così a mantenere il suo posto, mentre Ilario e Eusebio furono invitati a lasciare Milano.
Un concilio romano tenuto tra il 368 e il 372 sotto la presidenza di papa Damaso, condannò nuovamente Aussenzio come eretico e deponendolo per una seconda volta. Ma di fatto Aussenzio rimase sulla cattedra milanese fino alla sua morte nel 374.